# Вільгельм I (маркграф Майсену)
Вільгельм I Одноокий (нім. Wilhelm I., der Einäugige, 19 грудня 1343 — 9 лютого 1407 року) — 27-й маркграф Майсену в 1349—1407 роках, 14-й ландграф Тюрингії в 1349—1381 роках (спільно з братами (Балтазаром і Фрідріхом III).

## Прізвисько
Згідно з легендою, прізвисько «Одноокий» дістав після того, як через його суперечки з церквою, до нього вночі явився святий Бенно Майсенський і виколов йому око. Втім, напевне, це було наслідком якоїсь хвороби чи інфекції.

## Життєпис
Походив з династії Веттінів. Молодший син Фрідріха II, маркграфа Майсену і ландграфа Тюрингії, та Матильди Віттельсбах. Народився 1343 року в місті Дрезден. Після смерті батька 1349 року спільно з братами Фрідріхом і Балтазаром успадкував родинні володіння. Втім через малий вік Вільгельма і Балтазара керував Майсеном і Тюрингією їхній брат Фрідріх III.
У 1368 році після настання повноліття Вільгельма і його брата Балтазара Фрідріх III допустив їх до управління. Було домовлено кожні 2 роки змінювати урядовців Тюрингії та Майсену. У 1373 році в Ешвеге спільно з братами уклав договір з Генріхом II Гессенським та його спадкоємцем Германом II щодо взаємного спадкування володінь на випадок вимирання одного з родів. 1379 року відбувся остаточних розділ між братами.
У 1381 році після смерті брата Фрідріха III було вирішено здійснити новий розподіл. У Хемніці 1382 року було розподілено Тюрингію й Майсен. При цьому Вільгельм I відмовився від першої, отримавши Майсенське маркграфство, але керував ним спільно з небожами Фрідріхом IV, Вільгельмом II і Георгом I. Втім, їхній молодий вік дав змогу Вільгельму I одноосібно керувати маркграфством.
У 1495 році призначено намісником Йоста Люксембурга в маркграфстві Бранденбург (до якого року залишався на посаді — невідомо).
Продовжив політику попередників на зміцнення центральної влади, постійно обмежуючи свавілля шляхти та великих васалів. Водночас багато зусиль доклав до організації оборони кордонів з королівством Богемія. Водночас значною мірою сприяв завершенню будівництва Майсенського собору.
1401 року придбав перші три виноградники в Лесніц, що стали згодом основою виноробного господарства Веттінів. 1402 року захопив бургграфство Дона, змусивши його власника Отто Гайде III втекти до Праги. 1404 року захопив володіння Кольдіц. Того ж року став фундатором монастиря августин в Дрездені.
Водночас збільшення видатків на будівельні проекти призвело до зростання податків і погіршення економічної ситуації. З фінансовими труднощами Вільгельм I намагався боротися, зменшуючи вміст срібла в майсенському гроші. Помер 1407 року. Йому спадкували небожі Фрідріх IV, Вільгельм II і Георг I.

## Родина
1.Дружина — Єлизавета, донька Йогана Генріха Люксембурга, маркграфа Моравії.
Дітей не було.
2. Дружина — Анна, донька Отто I Вельфа, герцога Брауншвейг-Геттінген.
Дітей не було.